# Püspökszentlászló

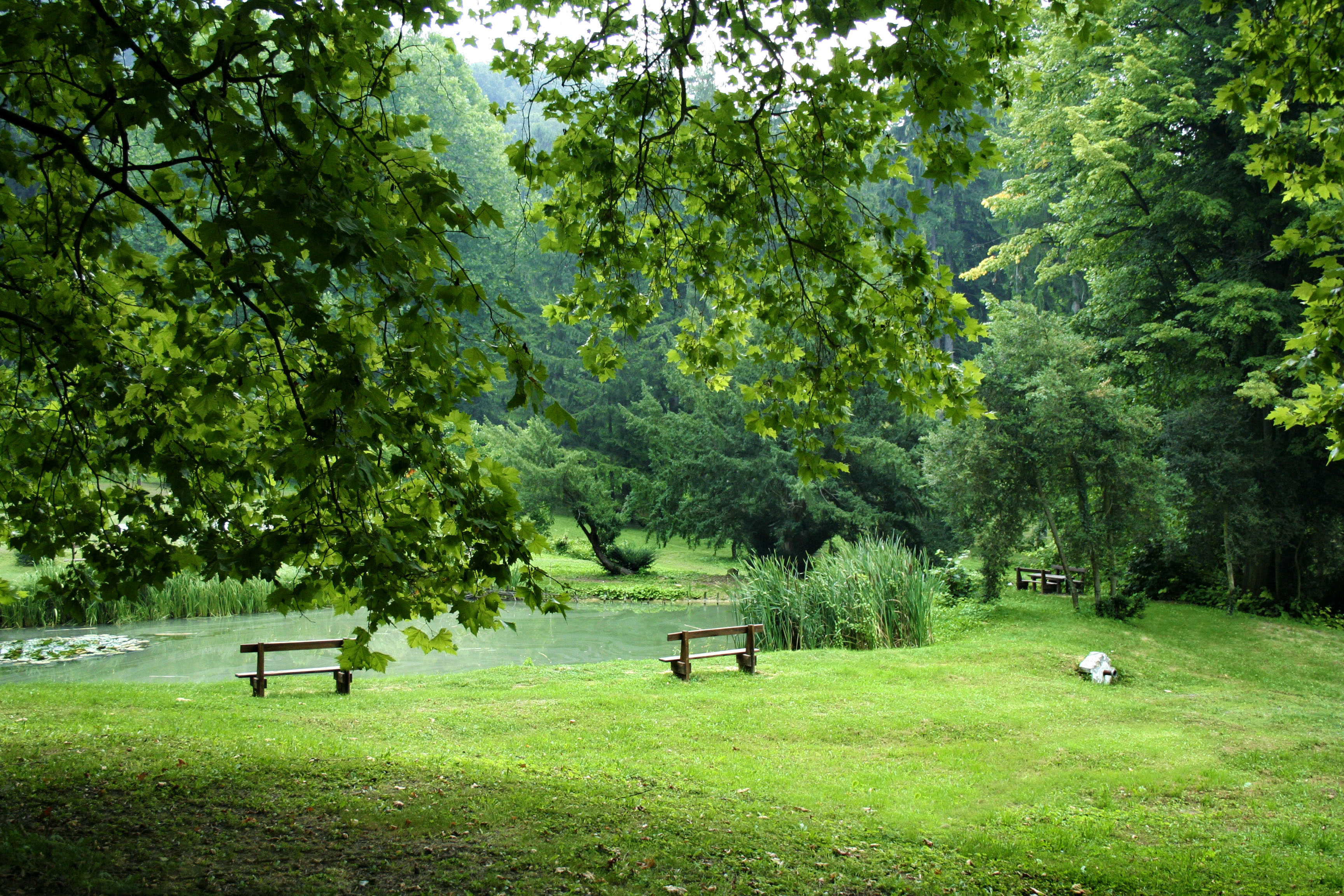
A püspökszentlászlói arborétum

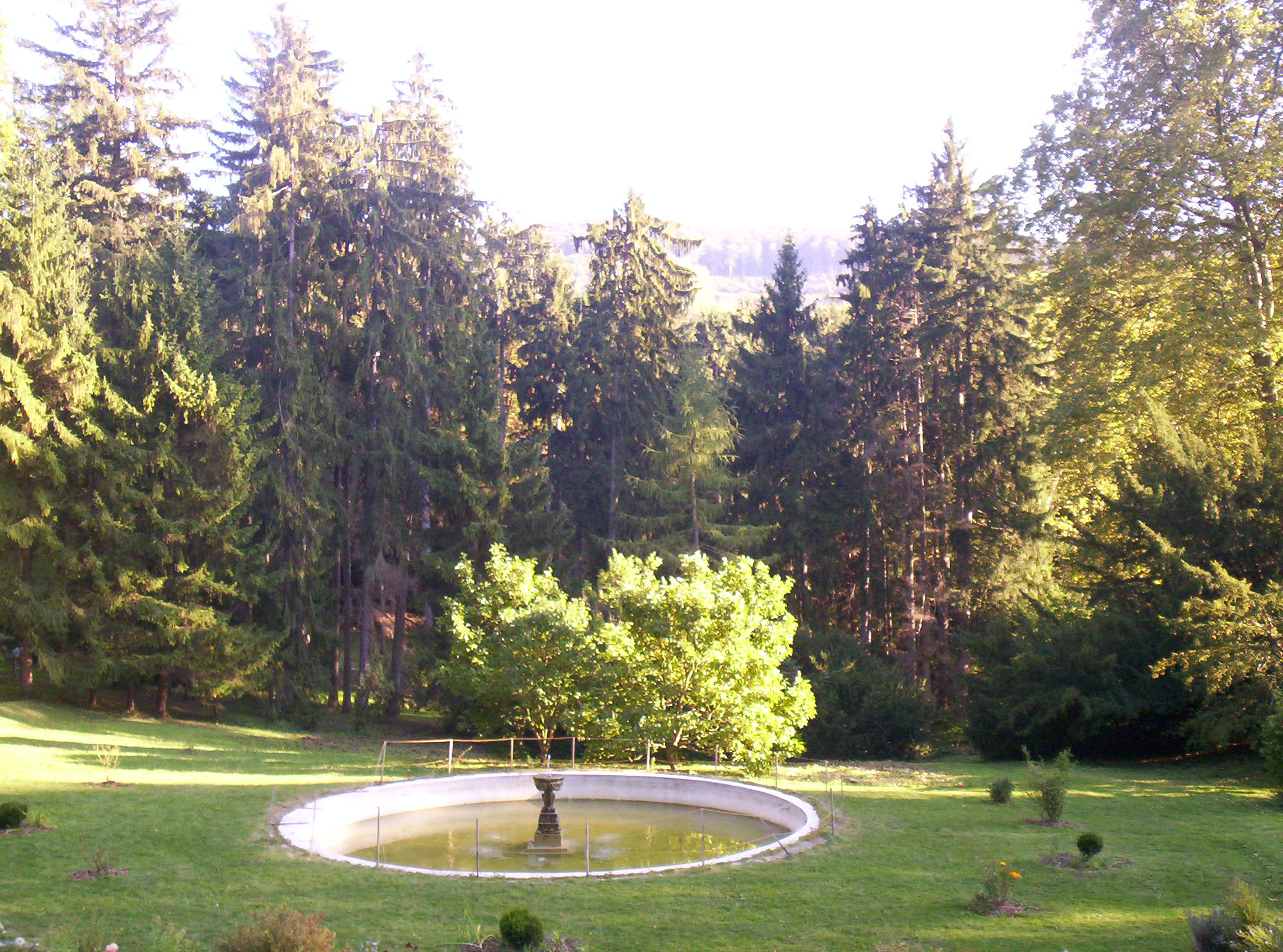
A püspökszentlászlói arborétum

Püspökszentlászló falurész a Kelet-Mecsekben, a Zengő hegy északi oldalának szűk völgyecskéjében. Közigazgatásilag Hosszúhetény része. Szépen felújított hagyományos házait többnyire
hétvégi háznak, vagy a falusi turizmus céljaira használják. Gyönyörű természeti környezete és történelmi hangulata népszerű kirándulóhellyé teszi. 1942-ben Hosszúhetényhez csatolták.
A falucskában 32 telek van, jórészt eredeti állapotban megőrzött parasztházakkal és rendezett udvarokkal. Püspökszentlászlón ma már újra több mint 20 állandó lakó él.

## Neve
A hagyomány szerint Szent László király szívesen vadászgatott erre és egy vihar elől menekülve egy barlangban húzódott meg. Évszázadokon keresztül volt itt a pécsi püspökök birtoka.

## Története

### Oktatás
A Hosszúheténnyel történt egyesülés előtt Püspökszentlászlónak egy tantermes, 21 négyzetméteres, jó állapotban lévő iskolája volt, egy tanitóval és 13, öt osztályba sorolt római katolikus német diákkal. Az egyesülésre egy tanulmány szerint 1941. augusztus 18-án került sor, de nem világos, hogy a forrás a falvak, vagy az iskolák egyesülésére utal.

## Elhelyezkedése
A falu a Zengő hegy tövében helyezkedik el. Közlekedési eszközökkel Hosszúhetény felől közelíthető meg egy gyenge minőségű úton. Behajtani csak engedéllyel lehet, a falu határában parkoló van. Gyalogtúrákkal megközelíthető más falvak a környéken: Kisújbánya, Magyaregregy, Óbánya, Pécsvárad, Zengővárkony, Zobákpuszta.

## Nevezetességei

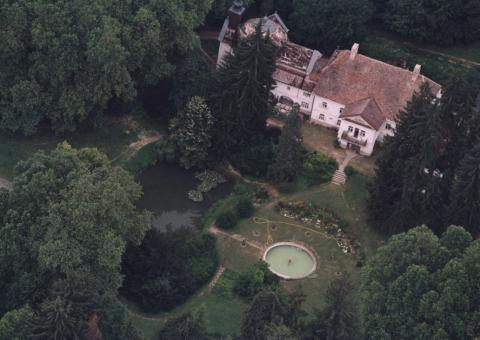
A kastély légi fotója

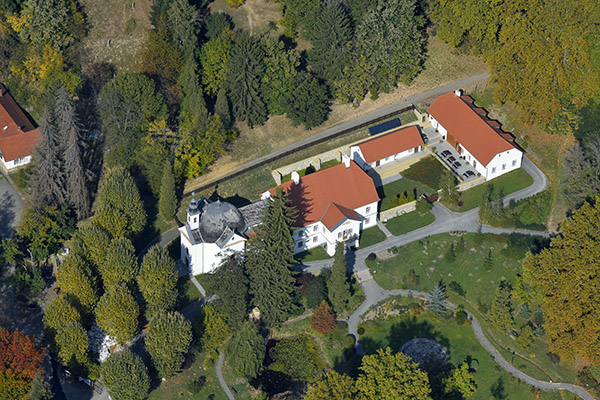
A kastély légifotója 2018-ban

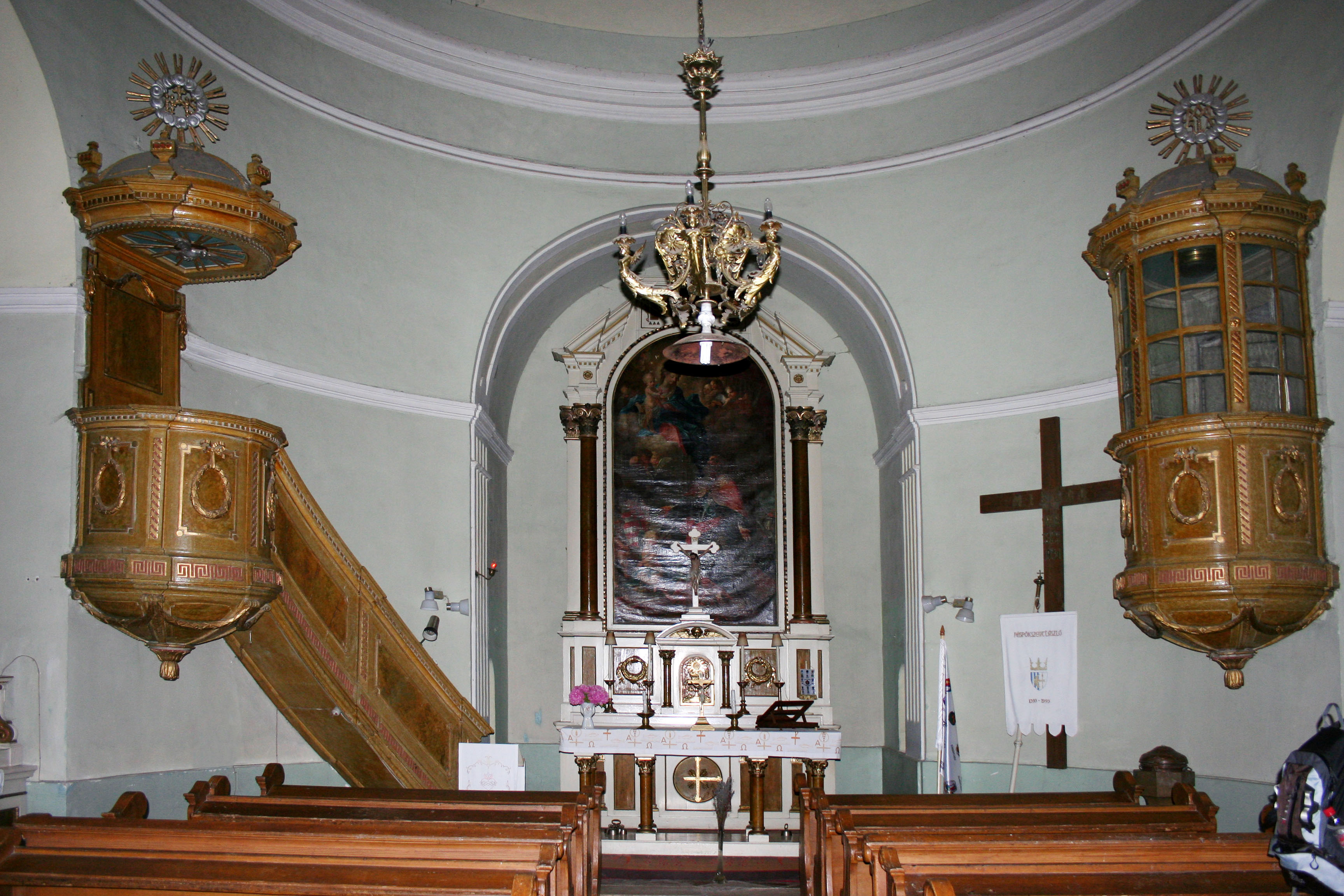
A templom szószéke, oltára

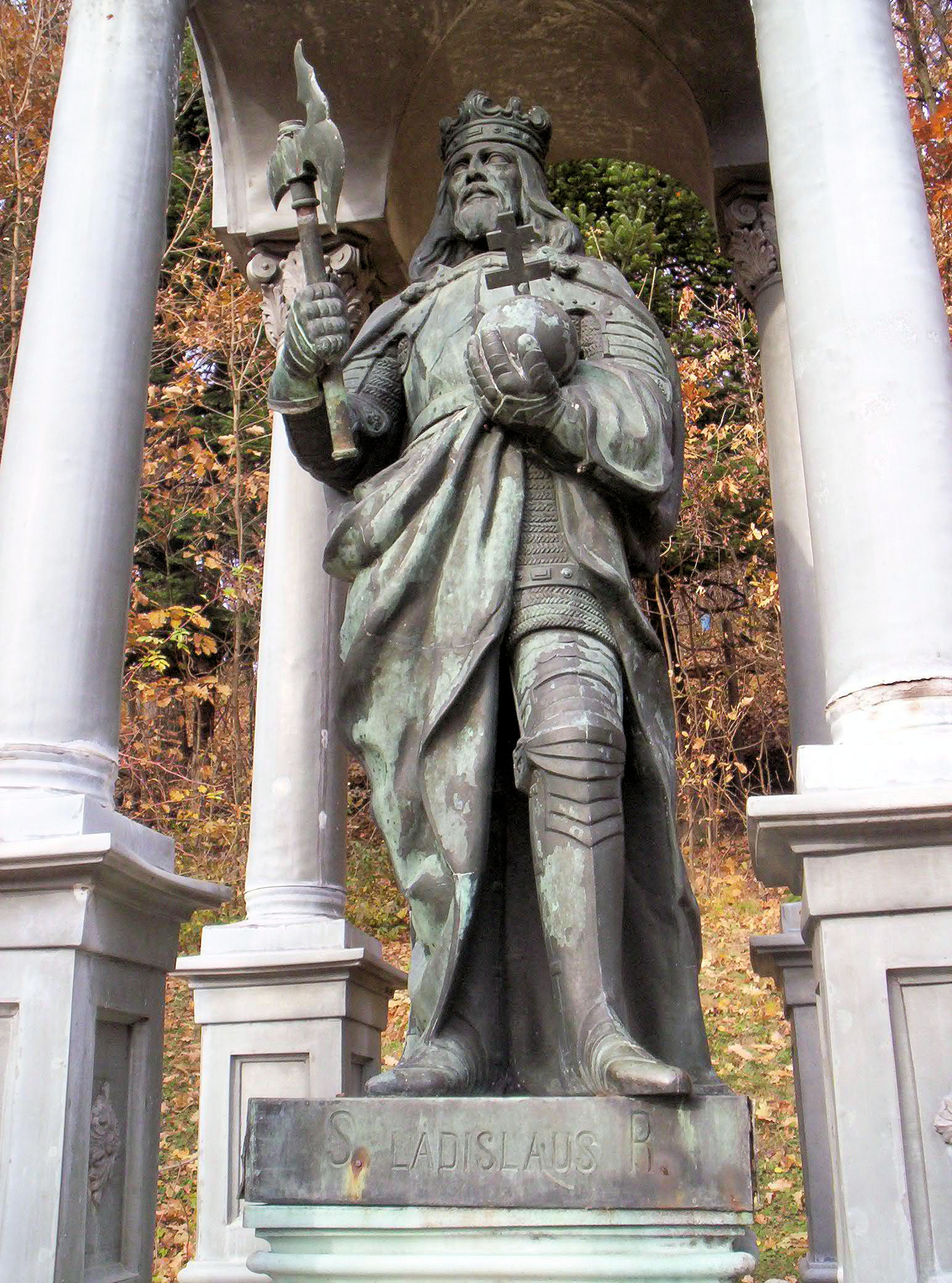
A Szent László-szobrot Hetyey Sámuel helyeztette el 1903-ban. Csukás Zoltán alkotása

- Püspöki kastély és templom. A nyári kastélyt 1797-ben Esterházy László Pál pécsi püspök építtette a falucska végén. Az egykori püspöki nyaralóban tartották házi őrizetben Mindszenty Józsefet 1955. július 17–november 1. között.[4] Később itt volt rab Grősz József érsek is. Az egyházi tulajdonban lévő kiemelkedő műemléki épületegyüttes 2015-ben visszanyerte eredeti formáját. A felújítás eredményeképpen látogatóközpont és zarándokszállás épült. Megújult a kápolna, és a kastély turisták számára is látogatható.[5][6]
- A kastély melletti arborétum a látogatók előtt is nyitva áll. Esterházy Pál László alapította és utódja, Hetyey Sámuel (a közeli Hetyey-forrás névadója)[m 1] továbbfejlesztette: összesen 84-féle különleges fa- és cserjefaj népesíti be a világ minden részéről, némelyikük több száz éves. A 20. század elején Zichy Gyula pécsi püspök az arborétum mellett vadasparkot is létesített dél-európai dámszarvasokkal, ezeket azonban az első világháború után a megszálló katonák elpusztították. (A déli demarkációs vonal a közelben húzódott.)
- A kastély mögötti dombon álló Szent László-szobor.
- A jezsuita rendi Vácz Jenő atya alapította Életrendezés Háza.
- A húsvéti bárányles népszokás keresztje a Zengő oldalában.[7]
- Feltárt üvegfújó kemencék a közelben (a pusztabányai vadászháznál)
- A tréfa szerint Püspökszentlászlón csak egyik oldalon sütik a palacsintát. Aki már járt Püspökszentlászlón, könnyen megérti a tréfát: a meredek völgyoldal miatt a falu egyetlen utcájának csak az egyik, az északi oldalán állnak házak, ezért csak azon az „oldalon” sütnek palacsintát.[8]

## Nevezetes lakosai
- Balog Zoltán püspök, politikus
- Friesz György tanító, író, újságíró, agrárszervező
- Grősz József érsek
- Hetyey Sámuel püspök
- Kerkai Jenő jezsuita szerzetes, a KALOT alapítója
- Mindszenty József bíboros
- Vácz Jenő jezsuita pap
- Virág Ferenc püspök
- Zichy Gyula érsek
- Zichy Lujza grófnő

## Dűlő nevek
Néhány püspökszentlászlói dűlőnév: Daragói nagy forrás, Hetyey-forrás, Egrögy-patak, Völgységi-patak, Máré-part.